# Höhnhügel
Koordinaten: 50° 23′ 51″ N, 10° 27′ 53″ O
Das Naturschutzgebiet Höhnhügel liegt im Landkreis Hildburghausen in Thüringen. Das Gebiet erstreckt sich nördlich von Mendhausen. Am westlichen Rand des Gebietes verläuft die Landesstraße L 3029, nordwestlich die K 2529 und südöstlich die K 508. Westlich verläuft die Landesgrenze zu Bayern. Westlich erstreckt sich das 133,9 ha große Naturschutzgebiet (NSG) In den Seeben und südlich das 74,1 ha große NSG Grenzstreifen am Galgenberg.

## Bedeutung
Das 35,4 ha große Gebiet mit der Kennung 358 wurde im Jahr 1998 unter Naturschutz gestellt. 